# Sankt Ulrich bei Steyr
Sankt Ulrich bei Steyr là một đô thị thuộc huyện Steyr-Land thuộc bang Oberösterreich, Áo. Đô thị Sankt Ulrich bei Steyr có diện tích 39 km², dân số thời điểm năm 2006 là 3119 người.